# 西西尼奥
西西尼奥（Cicinho，1980年6月24日—）全名西塞罗·若昂·德塞萨尔·瓦伦西亚（Cícero João de Cézare Valencia ），是一位前巴西足球运动员，曾效力意大利球會羅馬及西甲班霸皇馬，司職右閘。

## 生平
施仙奴早年曾效力過像圣保罗這些著名國內球會。在效力聖保羅期間，他曾隨球會出戰2005年世界冠軍球會杯，贏得了冠軍。同年他入選了巴西国家队出賽，贏得了洲際國家盃。施仙奴作為右閘，以犀利的助攻而闻名，被认为同是司職右閘的老牌國家隊成員卡福接班人。
施仙奴於2005年12月正式加入西班牙超級球會皇家马德里。不過加盟後表現一直平平，未能穩佔正選。而當施仙奴入選國家隊出戰2006年世界杯時，表現也不突出，而國家隊更於半準決賽遭到淘汰。
2006-07年球季施仙奴更受到傷患影響休養了近半年，要到2007年4月才復出。時皇家马德里又出現人事變動，結果施仙奴終於以四百萬歐羅轉會費加盟意甲球會羅馬，簽約五年。

## 榮譽
聖保羅
- 聖保羅州聯賽: 1

2005年
- 南美自由盃: 1

2005年
- 世界冠軍球會盃: 1

皇家馬德里
- 西甲: 1

2007年
羅馬
- 意大利盃: 1

2008年
巴西國家隊
- 洲際國家盃: 1

2005年
個人
- 巴西金球獎（英语：Bola_de_Ouro）: 1

2005年